# Roll Out Solar Array

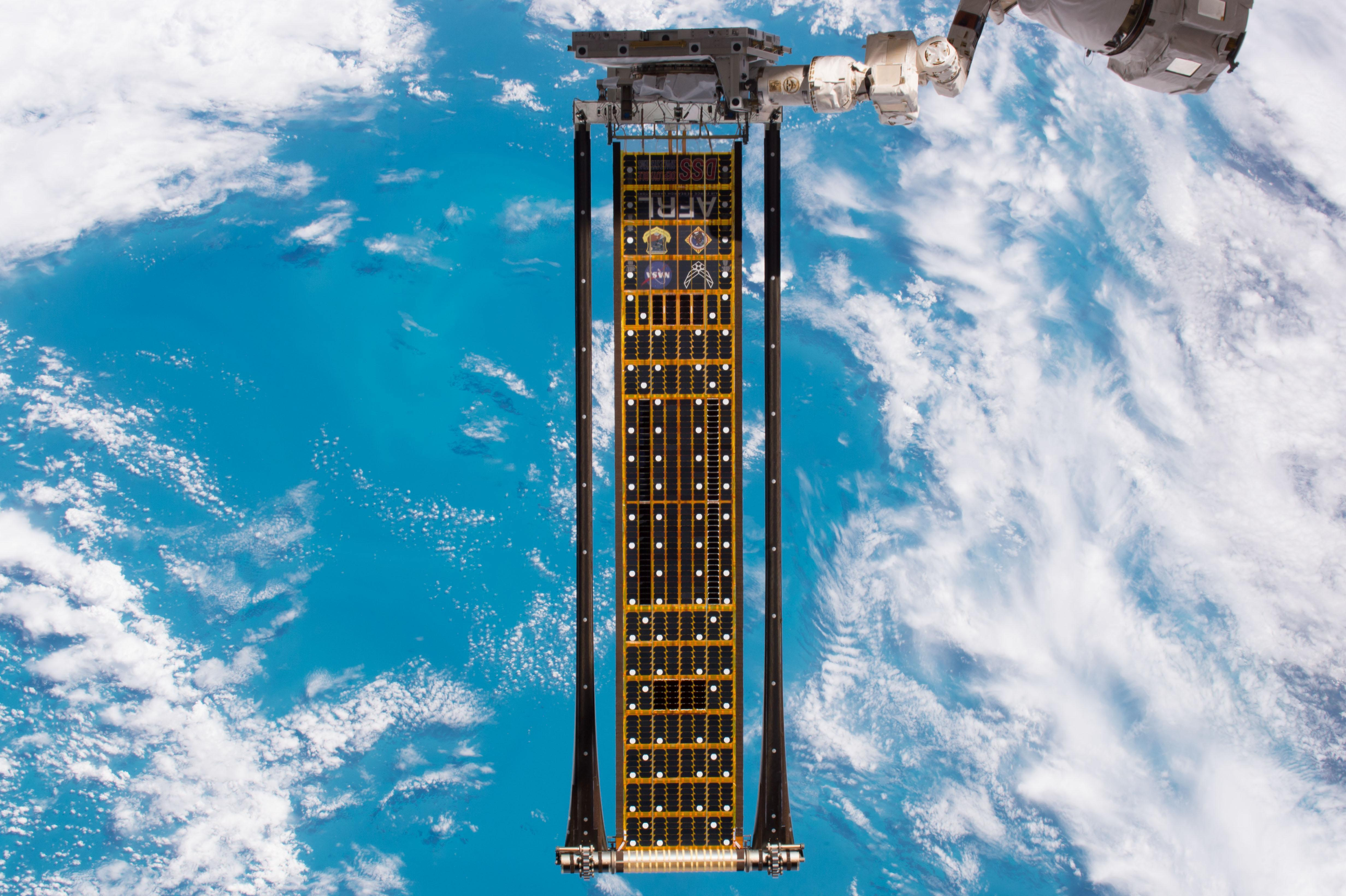
Prototype du panneau solaire ROSA en position déroulée.

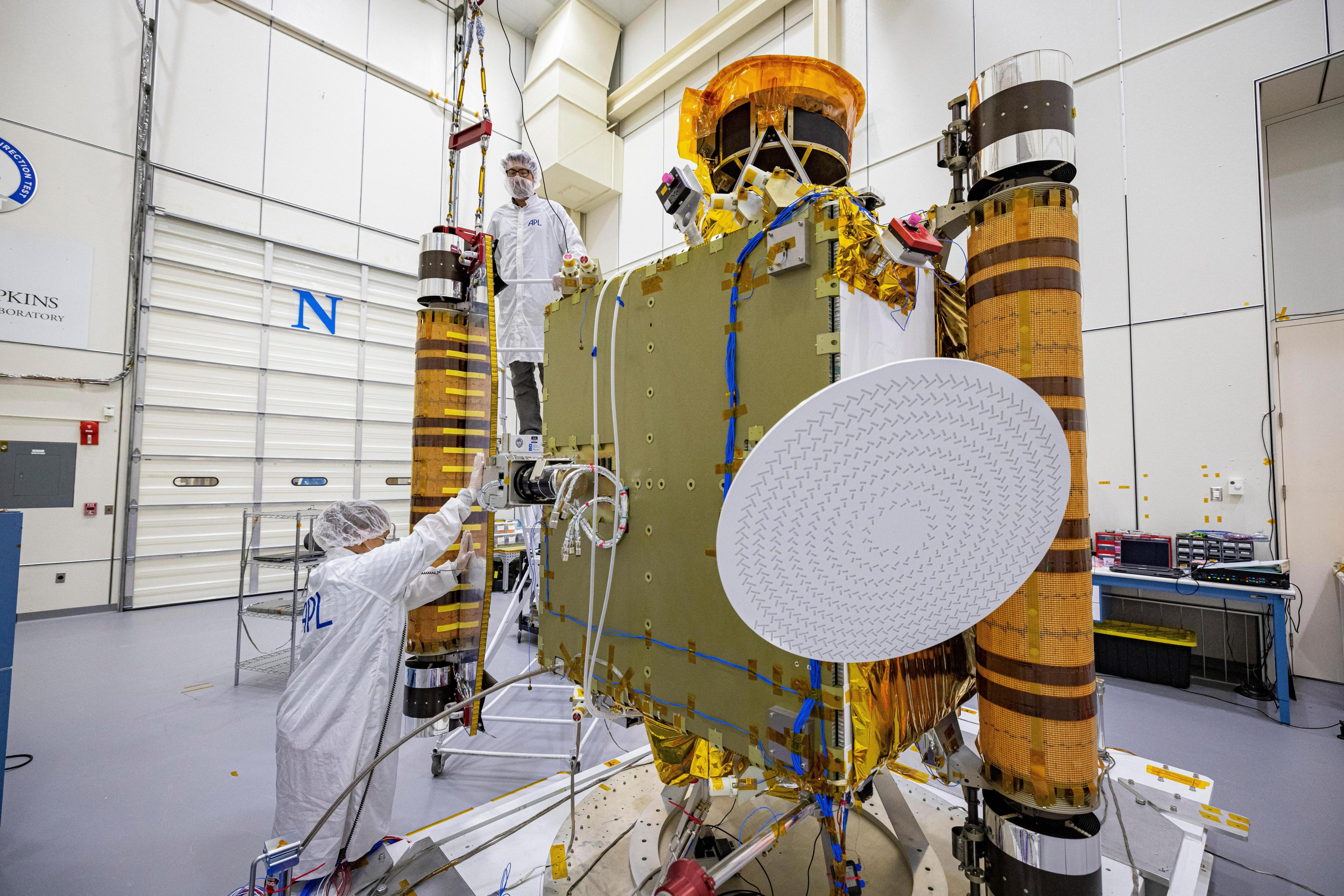
Panneaux solaires de la sonde spatiale DART en position enroulée.

Roll Out Solar Array plus communément désigné par son acronyme ROSA est un type de panneau solaire développé pour les missions de l'agence spatiale NASA qui présente l'avantage d'être beaucoup moins volumineux et plus léger que les panneaux solaires rigides utilisés traditionnellement. Les panneaux solaires ont été utilisés pour remplacer les panneaux solaires existants de la Station spatiale internationale et sur la mission DART.

## Historique
Un prototype de panneaux solaires de type ROSA est testé pour la première fois à bord de la Station spatiale internationale en juin 2017. Amené dans la soute extérieure du vaisseau SpaceX Dragon (mission SpaceX CRS-11), le panneau solaire est déployé en juin 2017 et passe ce test avec succès avant d'être largué dans l'espace le même mois. Les panneaux solaires ROSA, dans une version baptisée iROSA, sont sélectionnés pour remplacer les panneaux vieillissants de la station spatiale et en juin 2021, une première paire est installée sur la poutre P6 lors d'une sortie extravéhiculaire des astronautes Shane Kimbrough et Thomas Pesquet. Ce type de panneau solaire est également choisi pour la sonde spatiale DART lancée en 2021.

## Caractéristiques détaillées
Les panneaux solaires utilisés par les engins spatiaux sont traditionnellement des panneaux rigides qui, pour limiter leur volume sous la coiffe de la fusée, sont déployés par un moteur (il s'agit d'une obligation car leur envergure est souvent considérable, pouvant atteindre plusieurs dizaines de mètres, et le diamètre des coiffes les plus grandes ne dépasse pas 5 mètres). Cette phase de déploiement est souvent une source de problème. Les panneaux solaires ROSA sont eux constitués d'une nappe souple qui, en position de stockage, est enroulée pour prendre la forme d'un cylindre. Le panneau solaire est rigidifié de chaque côté par une bôme de forme aplatie en matériau composite. Ces bômes en position de stockage sont enroulées. L'ouverture du panneau solaire s'effectue sans moteur : il suffit de libérer les bômes qui reprennent leur position naturelle rectiligne en entrainant avec elles le panneau solaire. Par rapport aux panneaux solaires traditionnels, ROSA permet de diminuer la masse de 20% et le volume des trois quarts,.    